# László Kovács (football)
Pour les articles homonymes, voir László Kovács et Kovács.
Dans le nom hongrois Kovács László, le nom de famille précède le prénom, mais cet article utilise l’ordre habituel en français László Kovács, où le prénom précède le nom.
László Kovács, né le 24 avril 1951 à Tatabánya en Hongrie et mort le 30 juin 2017, est un joueur de football international hongrois, qui évoluait au poste de gardien de but, avant de devenir ensuite entraîneur.

## Biographie

### Carrière de joueur

#### Carrière en club
László Kovács joue principalement en faveur des clubs de Videoton et du Rába ETO.
Il dispute au cours de sa carrière plus de 360 matchs en première division hongroise, remportant deux titres de champion de Hongrie.
Il joue également 5 matchs en Coupe d'Europe des clubs champions et 10 matchs en Coupe de l'UEFA.

#### Carrière en équipe nationale
László Kovács joue 12 matchs en équipe de Hongrie entre 1975 et 1977.
Il reçoit sa première sélection en équipe nationale le 7 mai 1975, contre la Bulgarie, en match qualificatif pour les Jeux olympiques (victoire 2-0 à Budapest).
Le 24 septembre 1975, il joue un match contre l'Autriche comptant pour les éliminatoires de l'Euro 1976 (victoire 2-1 à Budapest). Par la suite, le 9 octobre 1976, il joue un match contre la Grèce rentrant dans le cadre des éliminatoires du mondial 1978 (match nul 1-1 à Le Pirée).
Il est ensuite retenu par le sélectionneur Lajos Baróti afin de participer à la phase finale de la Coupe du monde de 1978. Lors du mondial organisé en Argentine, il officie comme gardien remplaçant et ne joue aucun match.

## Palmarès
| Budapest Honvéd - Championnat de Hongrie : - Vice-champion : 1971-72. |  | Videoton - Championnat de Hongrie : - Vice-champion : 1975-76. |  | Rába ETO - Championnat de Hongrie (2) : - Champion : 1981-82 et 1982-83. - Vice-champion : 1983-84. - Coupe de Hongrie : - Finaliste : 1983-84 |